# 神保雅人
神保 雅人（じんぼ まさと、Jimbo Masato）は、日本の素粒子物理学研究者、千葉商科大学サービス創造学部教授。

## 人物
学位は理学博士（立教大学大学院理学研究科）で、南建屋グループのメンバーとして研究活動を行い、国際リニアコライダー（こくさいリニアコライダー；International Linear Collider 略称ILC）推進グループに関係している。
1984年より日本マイコンクラブの編集委員を務めた。日本マイコンクラブを法人化した学術団体の社団法人パーソナルコンピュータユーザ利用技術協会（2006年に解散した）では、情報委員、情報編集委員を歴任、2005年より理事を務めた。この学術団体の学会の機能を引き継いだパーソナルコンピュータ利用技術学会においても理事を経て常任理事を務めた。
千葉商科大学の高大連携講座、東京経営短期大学の公開講座、IT活用セミナー、市川市行徳公民館のLinux入門講座などを通じて、高校生や地域住民へのPC利用技術の普及活動を行っている。
千葉商科大学やかつて授業を担当していた東京経営短期大学、横浜市立大学（YCU）の教材をWeb上で公開している。
2009年度の千葉商科大学サービス創造学部の公式学生プロジェクトとして中国プロジェクトを担当し、プロジェクト参加学生と株式会社JTB首都圏の担当者との協同企画『学生的上海ツアー』の立案及び運営の指導に当たった。

## 経歴
東京都千代田区出身。学歴及び職歴は、2023年5月現在、次のとおりである。
- 1966年 千代田区立番町小学校卒業
- 1972年 千代田区立麹町中学校卒業
- 1975年 海城高等学校卒業
- 1980年 立教大学理学部物理学科卒業
- 1984年 立教大学理学部副手（-1985年）
- 1984年 北里大学教養部アルバイター（-1986年）
- 1986年 幾徳工業大学一般科非常勤講師（-1988年）
- 1988年 神奈川工科大学一般科非常勤講師（-1990年）
- 1988年 立教大学大学院理学研究科修了、理学博士取得
- 1989年 國學院大學文学部兼任講師（-1990年）
- 1989年 日本学術振興会特別研究員採用内定（藤田学園保健衛生大学専任講師に採用内定のため辞退）
- 1990年 藤田学園保健衛生大学（翌年より藤田保健衛生大学と改称）衛生学部診療放射線技術学科専任講師（-1992年）
- 1990年 名古屋大学理学部物理学教室客員研究員（-1992年）
- 1992年 東京経営短期大学経営情報学科助教授（-1999年）
- 1994年 横浜市立大学商学部非常勤講師（-1996年）
- 1996年 横浜市立大学看護短期大学部非常勤講師（-1998年）
- 1997年 東京経営短期大学電子計算機センター次長（-1998年）
- 1998年 東京経営短期大学教育研究情報センター次長（-1998年）
- 1998年 東京経営短期大学教育研究情報センター長代行（-1999年）
- 1999年 東京経営短期大学経営情報学科教授（-2005年）
- 1999年 東京経営短期大学教育研究情報センター長（-2002年）
- 2002年 横浜市立大学商学部非常勤講師（-2005年）
- 2005年 東京経営短期大学経営総合学科教授（-2009年）
- 2005年 公立大学法人横浜市立大学商学部非常勤講師（-2006年）
- 2006年 東京経営短期大学図書館長（-2009年）
- 2006年 東京経営短期大学教育研究情報センター長（-2009年）
- 2006年 東京経営短期大学ALO（第三者評価連絡調整責任者）（-2008年）
- 2006年 公立大学法人横浜市立大学国際文化学部非常勤講師（-2007年）
- 2006年 公立大学法人横浜市立大学国際総合科学部非常勤講師（-2007年）
- 2006年 学校法人 村田学園 評議員（-2008年）
- 2009年 千葉商科大学サービス創造学部教授
- 2023年 公益財団法人日本高等教育評価機構 大学機関別認証評価 評価員候補者

## 教員審査
文部省教員組織審査では、2007年5月までに、3回認定を受けている。
- 藤田学園保健衛生大学衛生学部診療放射線技術学科専任講師として認定
- 東京経営短期大学経営情報学科助教授として認定
- 横浜市立大学看護短期大学部非常勤講師として認定

## 研究分野
研究分野は、素粒子論に基づく素粒子物理学上の数値シミュレーション（数値物理学）であり、SLAC SPIRES（Stanford Physics Information Retrieval System）上で検索可能な範囲の論文では、
- 所属がRikkyo University（立教大学）となっているものの大半は、電子・陽電子衝突型加速器でビーム偏極を用いた場合の超対称性粒子生成反応の数値シミュレーションに関するもので、初期の論文は近匡、落合敏夫との共同研究。
- 所属がFujita Gakuen Health University（藤田学園保健衛生大学）となっているものは、実光子近似を用いたスレプトン生成反応断面積の解析的表式の導出に関するもので、勝矢光昭との共同研究。
- 所属がTokyo Management College（東京経営短期大学）またはChiba University of Commerce（千葉商科大学）となっているものは、高エネルギー加速器研究機構（旧 高エネルギー物理学研究所、略称KEK）の南建屋グループで開発しているファインマン振幅の自動計算ソフトウェアGRACEシステムの超対称性粒子生成反応版の開発に関するものと、そのシステムを用いた数値シミュレーションに関するもので、南建屋グループの共同研究。素粒子物理学専攻の大学院生に読まれている、Stephen P. Martin著の"A Supersymmetry Primer"（外部リンク）の第4版以降（2010年10月現在の最新版は第5版）では、このテーマの共著論文のうち、次の2編が参考文献に挙げられている。
  1. "GRACE/SUSY automatic generation of tree amplitudes in the minimal supersymmetric standard model", Comput. Phys. Commun. 153, 106-134 (2003).
  2. "Automatic one loop calculation of MSSM processes with GRACE", Nucl. Instrum. Methods Phys. Res. A534, 246-249 (2004).

## 科学研究費補助金採択課題
文部科学省または日本学術振興会の科学研究費補助金として採択された課題は、2021年度現在で、研究代表者（本人が所属先から申請するもの）としてのものは1件、研究分担者として名前を連ねているものは、KAKENに掲載されているものとしては4件であり、その内訳は次のとおりである。
- 研究代表者
  1. ウィークボゾン生成過程を用いた標準模型を越える理論の研究 平成8・9・10年度（1996年-1999年） 課題番号 08640400
- 研究分担者
  1. CERN大型電子陽電子衝突加速器LEPによる新現象の理論的研究 平成3・4年度（1991年-1993年） 研究代表者：清水韶光 課題番号 03041087
  2. 高エネルギー電子－陽子散乱に対する現象論的研究 平成6・7・8年度（1994年-1997年） 研究代表者：田中秀和 課題番号 06640411
  3. 摂動論における高次補正の自動計算と高エネルギー実験解析への応用 平成7・8年度（1995年-1997年） 研究代表者：清水韶光 課題番号 07044097
  4. 電子・陽電子衝突に依る超対称性粒子生成反応に於ける輻射補正 平成8・9・10年度（1996年-1999年） 研究代表者：黒田正明 課題番号 08640391

## 所属学会
所属学会は、2017年1月現在、次のとおりである。
- 日本物理学会
- 米国物理学会（American Physical Society）
- 情報処理学会
- サービス学会 外部リンク 第6期代議員[2]

## 論文
ResearchGateに掲載されている論文でFull-text availableとなっているもののうち、Conferece Paper及び国際会議発表の項目に挙げられているものを除くものは、2021年5月現在、次の14件である。
1. Polarization Effects for Selectron Production in e(+}e({-)) Collisions, April 1988, Progress of Theoretical Physics 79(4):899-919, DOI:10.1143/PTP.79.899 単著
2. Dirac Fields in Non-Equilibrium Thermo Field Dynamics, July 1989, Journal of the Physical Society of Japan 58(7):2597-2598, DOI:10.1143/JPSJ.58.2597 共著
3. Polarized Cross-Sections for e+e- → W- sneutrino_ℓ slepton+, April 1990, EPL (Europhysics Letters) 11(8):701-706, DOI:10.1209/0295-5075/11/8/002 単著
4. Cross-Section Formulae for Single-Selectron Production in Electron-Positron Collisions at TeV Energies, July 1991, EPL (Europhysics Letters) 16(3):243, DOI:10.1209/0295-5075/16/3/004 共著
5. The GRACE system for SUSY processes, April 1995, arXiv:hep-ph/9503365 共著
6. The SUSY-GRACE system, April 1995, arXiv:hep-ph/9503363 共著
7. The automatic computation for SUSY processes, September 1995, arXiv:hep-ph/9503364 共著
8. Event Generators for Discovery Physics, March 1996, arXiv:hep-ph/9602203 共著
9. A Utility Program for Treating Composite Particles with the GRACE System, March 1998, Memoirs of Tokyo Management College 6:39-53 単著
10. SUSY23 v2.0: An event generator for supersymmetric processes at e+e- colliders, June 1998, Computer Physics Communications 111(1), DOI:10.1016/S0010-4655(98)00017-4 共著
11. GRACE/SUSY: Automatic generation of tree amplitudes in the minimal supersymmetric standard model, June 2003, Computer Physics Communications, DOI:10.1016/S0010-4655(03)00159-0 共著
12. Two-body and Three-body Decays of Charginos in One-loop Order in MSSM, February 2007, Physical Review D 75(11), DOI:10.1103/PHYSREVD.75.113002 共著
13. One loop effects of natural SUSY in third generation fermion production at the ILC, September 2016, Progress of Theoretical and Experimental Physics 2017(5):053B02, DOI:10.1093/ptep/ptx048 共著
14. One-loop effects of Minimal Supersymmetric Standard Model particles in e^-e^+ \to Zh and e^-e^+ \to \nu\bar\nu h at the International Linear Collider, August 2018, Progress of Theoretical and Experimental Physics 2018(8):083B03, DOI:10.1093/ptep/pty084  共著

## 国際会議発表
国際会議における発表は、INSPIREによりexactauthor:M.Jimbo.1の条件で検索してヒットする論文で、Contribution to:が付いているものとしては、2017年12月現在、次の18件である。
1. SUSY particle production in e- e+ collisions with longitudinally polarized beams 1992年11月12日 SPIN 92 - 35th Yamada Conference 単独発表
2. A System for the automatic computation of cross-sections including SUSY particles 1995年4月5日 AIHENP95 共同発表
3. SUSY processes calculated using GRACE 1995年9月9日 LCWS 95 共同発表
4. Automatic calculation of SUSY particle production 1995年9月24日 NPI MSU 95 共同発表
5. The GRACE system for the minimal supersymmetric standard model 1996年9月5日 AIHENP 96 共同発表
6. Automatic computation of cross-sections in HEP: Status of GRACE system 1999年10月13日 ICCP 5 共同発表
7. Present status of GRACE/SUSY 2003年9月8日 QFTHEP 2003 共同発表
8. Automatic One-Loop Calculation of MSSM Processes with GRACE 2003年12月1日 ACAT 03 共同発表
9. New Results from GRACE/SUSY at 1-loop 2005年10月6日 RADCOR2005 共同発表
10. Results from GRACE/SUSY at one-loop 2006年3月11日 International Linear Collider Workshop (LCWS06) 共同発表
11. Systematic study of 1-loop correction on sparticle decay widths using GRACE/SUSY-loop 2009年10月29日 RADCOR 2009 共同発表
12. Present Status of GRACE/SUSY-loop 2010年3月29日 LCWS10 & ILC10 共同発表
13. Slepton NLG in GRACE/SUSY-loop 2010年9月23日 CPP2010 共同発表
14. The GRACE project - QCD, SUSY, Multi-loop 2011年9月27日 RADCOR2011 共同発表
15. Pair-production and three-body decay of the lighter stop at the ILC in one-loop order in the MSSM 2011年9月27日 LCWS11 共同発表
16. Light stop scenarios and their phenomenology in one-loop order 2014年7月4日 17th HIGH-ENERGY PHYSICS INTERNATIONAL CONFERENCE IN QUANTUM CROMODYNAMICS (QCD 14) 共同発表
17. One loop effects of natural SUSY in indirect searches for SUSY particles at the ILC 2016年12月7日 International Workshop on Future Linear Colliders (LCWS2016) 共同発表
18. 1-loop effects of MSSM particles in Higgs productions at the ILC 2016年10月10日 4th Computational Particle Physics Workshop (CPP2016) 共同発表

## 学会発表
本人がresearchmapに掲載している学会発表は、2021年5月現在、次の53件である。なお、このうち28件の概要がCiNiiに掲載されている。
1. 偏極電子・陽電子衝突に於ける単独スカラー電子生成 1985年10月13日 日本物理学会 共同発表
2. 単独スカラー電子生成における非対称性 1986年4月1日 日本物理学会 共同発表
3. 横方向偏極電子・陽電子衝突に於けるSleptonの生成 1988年3月31日 日本物理学会 共同発表
4. 縦偏極電子・陽電子衝突に於けるWボゾン・ニュートラリーノ・チャージーノ生成反応 1988年10月4日 日本物理学会 共同発表
5. NETFDにおけるDirac場 1988年10月5日 日本物理学会 共同発表
6. e+e-→W-(]G0565[)ι(]G0566[)+の偏極断面積 1989年3月29日 日本物理学会 共同発表
7. スミューオン対生成に於ける輻射補正 1989年10月11日 日本物理学会 共同発表
8. 電子・陽電子衝突に依る超対称粒子を伴うWボゾン生成 1990年10月1日 日本物理学会 共同発表
9. 電子・陽電子衝突に於ける単独スエレクトロン生成断面積の解析的表式 1990年10月2日 日本物理学会 共同発表
10. スエレクトロン対生成反応に対する輻射補正Ｉ 1992年3月27日 日本物理学会 共同発表
11. スエレクトロン対生成反応に対する輻射補正II 1992年10月5日 日本物理学会 共同発表
12. 電子・陽電子衝突に於けるチャージーノ対生成反応の偏極断面積 1993年3月29日 日本物理学会 単独発表
13. 散乱振幅の数値化法の超対称性理論への応用 1994年3月29日 日本物理学会 共同発表
14. 超対称性粒子生成反応断面積の自動計算 1994年9月30日 日本物理学会 共同発表
15. SUSY23 - a SUSY event generator for LEP200 physics 1996年4月2日 日本物理学会 共同発表
16. 散乱断面積の自動計算システムの超対称性理論への応用 1997年3月29日 日本物理学会 共同発表
17. 電子陽電子衝突によるスミューオン対生成・崩壊過程 2000年9月22日 日本物理学会 共同発表
18. OpenMPによる並列プログラミング 2007年3月9日 パーソナルコンピュータ利用技術学会 単独発表
19. GRACE/SUSYを用いたニュートラリーノ生成と崩壊過程の1ループ補正 2007年3月27日 日本物理学会 共同発表
20. GRACE/SUSYを用いたチャージーノ生成と崩壊過程の1ループ補正 2007年3月27日 日本物理学会 共同発表
21. GRACE/SUSYを用いたチャージーノ、ニュートラリーノ生成と崩壊過程の1ループ補正 2007年9月23日 日本物理学会 共同発表
22. GRACE/SUSY-loopを用いたsfermion崩壊幅の1ループ補正の計算 2008年9月22日 日本物理学会 共同発表
23. GRACE/SUSY-loopを用いたgluino崩壊幅の1ループ補正の計算 2009年3月28日 日本物理学会 共同発表
24. 自動計算システムGRACE/SUSY-loopにおける繰り込み処方 2009年9月10日 日本物理学会 共同発表
25. GRACE/SUSY-loopを用いたgluino崩壊幅のQCD1ループ補正の計算 2009年9月12日 日本物理学会 共同発表
26. GRACE/SUSY-loopを用いた輻射補正計算におけるスレプトンのNLG 2010年3月20日 日本物理学会 共同発表
27. GRACE/SUSY-loopを用いた軽いstop崩壊の1ループ補正の計算 2010年3月20日 日本物理学会 共同発表
28. GRACE/SUSYを用いたストップの4体崩壊過程の解析 2010年 9月12日 日本物理学会 共同発表
29. GRACE/SUSYを用いたストップの3体崩壊過程の1ループ補正 2010年 9月12日 日本物理学会 共同発表
30. 自動計算システムにおけるMSSMのスレプトンの繰り込み処方 2011年3月25日 日本物理学会 共同発表
31. stop生成とその3体崩壊における1-loop補正の効果 2011年3月27日 日本物理学会 共同発表
32. GRACE/SUSYを用いたsquark生成とその多段崩壊の解析 2011年3月27日 日本物理学会 共同発表
33. 自動計算システムによる輻射補正計算におけるスレプトンの非線形ゲージ固定項の有用性 2012年 3月25日 日本物理学会 共同発表
34. GRACE/SUSYを用いた軽いストップシナリオの1ループレベルでの現象論 2013年 3月29日 日本物理学会 共同発表
35. GRACE/SUSY-loopを用いた軽いストップシナリオの1ループレベルでの超対称性粒子のシグナル 2013年 9月20日 日本物理学会 共同発表
36. GRACE/SUSY-loopを用いたILCでの超対称性粒子生成過程におけるMSSMシナリオ依存性 2014年 3月30日 日本物理学会 共同発表
37. GRACE/SUSYを用いたMSSMにおけるILCでの単独ヒッグス生成の解析 2014年 9月18日 日本物理学会 共同発表
38. 1-loopレベルでのILCにおけるfermion対生成を用いたMSSMシナリオの検証可能性 2015年 3月22日 日本物理学会 共同発表
39. GRACE/SUSYを用いたMSSMにおけるILCでのLSP生成過程の解析 2015年 3月22日 日本物理学会 共同発表
40. LHC実験により制限されたMSSMシナリオと軽いストップの可能性 2016年 3月22日 日本物理学会 共同発表
41. ILCにおけるe+e-→Zhの高次補正を用いた制限されたMSSMシナリオの検証可能性 2016年 3月22日 日本物理学会 共同発表
42. MSSMにおけるILCでの偏極ビームを用いたLSP生成過程の解析 2016年 3月22日 日本物理学会 共同発表
43. 実験に適合したMSSMおよびNMSSMシナリオのILCにおける検証可能性 2016年 9月21日 日本物理学会 共同発表
44. ILCにおけるW fusionによるhiggs生成の高次補正を用いたMSSMシナリオの検証可能性 2016年 9月21日 日本物理学会 共同発表
45. 暗黒物質密度を説明するMSSMパラメータと軽いstopの1-loopレベルでの検証可能性 2017年 3月20日 日本物理学会 共同発表
46. 偏極電子ビームを用いたILCでのトップ対生成におけるMSSMの1loop効果 2017年 3月20日 日本物理学会 共同発表
47. ILCでの損失エネルギーを伴ったHiggs生成における有効W-boson近似を用いたMSSMの1-loop効果の検証可能性 2017年 3月20日 日本物理学会 共同発表
48. 偏極電子ビームを用いたILCでの第3世代フェルミオン対生成におけるMSSMの1loop効果 2017年 9月14日 共同発表
49. 暗黒物質密度と矛盾しないMSSMバラメータによる偏極ビームを用いたe+e- ?> tau+tau-の1-loop効果による検証可能性 2018年 3月22日 日本物理学会 共同発表
50. 2HDMにおけるILCでのHiggs対生成 2018年9月14日 日本物理学会 共同発表
51. GRACE/SUSYを用いたLHeCでの単独higgs生成における1loop効果によるMSSMの検証可能性 2018年9月17日 日本物理学会 共同発表
52. 偏極ビームを用いたe+e-→W+W-の1loop効果によるMSSMの検証可能性 2018年9月17日 日本物理学会 共同発表
53. 次世代電子陽子加速器LHeCでの単独higgs生成におけるMSSM粒子の1-loop効果のGRACE SUSYを用いた検証 2019年9月20日 日本物理学会 共同発表

## 著書
本人がresearchmapに掲載している著書は、2008年3月現在、次の6件である。
1. 医学領域における診療放射線技術学入門 －1979年～1990年－ （フジタヘルスユニバーシティ出版会、1990 ） 分担執筆
2. 医学領域における臨床検査学入門 追補 (17) 1990年版 （フジタヘルスユニバーシティ出版会、1990 ） 分担執筆
3. 医学領域における診療放射線技術学入門 －1979年～1991年－ （フジタヘルスユニバーシティ出版会、1991 ） 分担執筆
4. 医学領域における臨床検査学入門 追補 (18) 1991年版 （フジタヘルスユニバーシティ出版会、1991 ） 分担執筆
5. これで充分！パソコン常識百科 （コンピュータエイジ社、1998 ） 分担執筆
6. パーソナルコンピュータ利用技術学会; 山下倫範; 上山俊幸; 神保雅人; 福田真規夫; 南憲一『教科書ICT : 学生・社会人のためのパソコン・ネットワーク活用』日科技連出版社、2008年。ISBN 9784817192561。

## ネットワーク管理
1995年から、東京経営短期大学にヒューレット・パッカード製（日立製作所へのOEM）のワークステーションH9000/755を導入してインターネット接続し、サーバ管理、ネットワーク管理を行っていた。
ネットワーク管理やネットワーク構築の経験から、東京経営短期大学では、ネットワークシステム、ネットワーク管理論、ネットワーク管理演習といった授業科目を担当していた。

## 監修を務めた書籍
- 野々山隆幸; 神保雅人; 三輪全『超図解資格 基本情報技術者試験完全対策〈平成17年度春期版〉』エクスメディア、2004年。ISBN 978-4872834048。
- 野々山隆幸; 神保雅人; 三輪全『超図解資格 基本情報技術者試験完全分析最新過去問題集〈平成17年度春期版〉』エクスメディア、2004年。ISBN 978-4872834062。
- 野々山隆幸; 神保雅人; 久保雄二『超図解資格 基本情報技術者試験完全対策〈平成17年度秋期版〉』エクスメディア、2005年。ISBN 978-4872835007。
- 野々山隆幸; 神保雅人; 久保雄二『超図解資格 基本情報技術者試験完全分析最新過去問題集〈平成17年度秋期版〉』エクスメディア、2005年。ISBN 978-4872835021。
- 野々山隆幸; 神保雅人; 久保雄二『超図解資格 基本情報技術者試験完全対策〈平成18年度春期版〉』エクスメディア、2005年。ISBN 978-4872835601。
- 野々山隆幸; 神保雅人; 久保雄二『超図解資格 基本情報技術者試験完全分析最新過去問題集〈平成18年度春期版〉』エクスメディア、2005年。ISBN 978-4872835557。
- エクスメディア; 野々山隆幸; 神保雅人; 久保雄二『超図解資格 基本情報技術者試験完全マスター〈平成18年度春期版〉』エクスメディア、2005年。ISBN 978-4872835618。
- 野々山隆幸; 神保雅人; 久保雄二; 成川忠之『超図解資格 基本情報技術者試験完全対策〈平成18年度秋期版〉』エクスメディア、2006年。ISBN 978-4872836288。
- 野々山隆幸; 神保雅人; 久保雄二; 成川忠之『超図解資格 基本情報技術者試験完全分析最新過去問題集〈平成18年度秋期版〉』エクスメディア、2006年。ISBN 978-4872836264。
- エクスメディア; 野々山隆幸; 神保雅人; 久保雄二『超図解資格 基本情報技術者試験完全マスター〈平成18年度秋期版〉』エクスメディア、2006年。ISBN 978-4872836301。

## 免許・資格
千葉商科大学の教員一覧の研究者情報に掲載されている資格・免許は次の通りである。
- 中学校教諭一級普通免許（理科）（1983年4月）
- 高等学校教諭一級普通免許（理科）（1983年4月）
- 日本マイコンクラブマイクロコンピュータ利用者認定試験2級（1985年1月）
- 通商産業省第1種情報処理技術者試験（1987年2月）
- 日本中国語検定協会中国語検定試験3級（2002年4月）

## その他
- 『ウルトラマン研究序説』（中経出版） 1991年12月の執筆者の一人である。